# Scutellospora projecturata
Scutellospora projecturata är en svampart som beskrevs av Kramad. & C. Walker 2000. Scutellospora projecturata ingår i släktet Scutellospora och familjen Gigasporaceae.   Inga underarter finns listade i Catalogue of Life.